# Новокутово
Новоку́тово (рос. Новокутово, башк. Яңы Ҡото) — село у складі Чекмагушівського району Башкортостану, Росія. Адміністративний центр Новокутовської сільської ради.
Населення — 542 особи (2010; 564 2002).
Національний склад:
- башкири — 76 %